# Alan L. Bean
Alan LaVern Bean, född 15 mars 1932 i Wheeler, Texas, död 26 maj 2018 i Houston i Texas, var en amerikansk astronaut. Han blev uttagen i astronautgrupp 3 den 17 oktober 1963 för Apolloprogrammet.

## Familjeliv
Bean var gift två gånger, först med Sue Ragsdale och tillsammans fick de barnen Clay Arnold Bean född 1955 och Amy Sue Bean född 1963. Han gifte sedan om sig med Leslie.

## Karriär
Han blev vald till astronaut i astronautgrupp 3 1963 och var kvar i Nasa astronautkår till 26 februari 1981.

## Eftermäle
Asteroiden 13606 Bean och Northrop Grumman:s rymdfarkost Cygnus NG-12 är uppkallad efter honom.

## Rymdfärder
Bean har genomfört två rymdfärder och var backup till tre rymdfärder.

### Apollo 12
Bean blev här den fjärde människan att gå på månen. Han och Charles P. Conrad genomförde den andra bemannade månlandningen. Under tiden kretsade Richard F. Gordon runt månen i service- och kommandomodulen.

### Skylab 3
Bean genomförde sin andra rymdfärd till rymdstationen Skylab tillsammans med Owen Garriott och Jack R. Lousma.

## Reserv

### Gemini 10
Bean var backup tillsammans med Clifton C. Williams till den ordinarie besättningen Michael Collins och John W. Young.

### Apollo 9
Bean var backup tillsammans med Charles P. Conrad och Richard F. Gordon till den ordinarie besättningen David R. Scott, Russell L. Schweickart och James A. McDivitt.

### Apollo-Sojuz-testprojektet
Bean var backup tillsammans med Ronald E. Evans och Jack R. Lousma för rymdtoppmötet. Ordinarie besättning var Deke Slayton, Vance D. Brand och Thomas P. Stafford.

## Rymdfärdsstatistik
| Färd      | Datum                 | Tid        | EVA     | LEVA    |
| --------- | --------------------- | ---------- | ------- | ------- |
| Apollo 12 | 11 - 24 november 1969 | 244:36:24  | 0:00:00 | 7:45:18 |
| Skylab 3  | 25 maj - 22 juni 1973 | 1427:09:04 | 2:41:00 | 0:00:00 |
| Totalt    | Totalt                | 1671:45:28 | 2:41:00 | 7:45:18 |